# Roomsch-Katholieke Staatspartij
Roomsch-Katholieke Staatspartij (RKSP) was een Nederlandse politieke partij en werd formeel op 3 juni 1926 opgericht uit de Algemeene Bond van RK-kiesverenigingen, die al sinds 1918 deelnam aan de regeringen en reeds sindsdien als RKSP bekendstond. Deze bond was in mei 1904 op basis van het partijprogramma van de in 1903 overleden Herman Schaepman opgericht. De RKSP was een partij met een centrumpositie. Ze had zitting in alle kabinetten tussen 1918 en 1945. De RKSP was de vooroorlogse voorloper van de Katholieke Volkspartij (KVP).
In de RKSP vonden alle katholieken (arbeiders, middenstanders, boeren, ambtenaren en werkgevers) politiek onderdak. De katholieken streefden naar samenwerking met ARP en CHU in de zogenaamde Coalitie.
Sinds 1918 haalde de RKSP gemiddeld ongeveer 30 procent van de stemmen. Katholiek premier was Ruijs de Beerenbrouck (1918-1925 en 1929-1933). Politieke leiders van de RKSP waren naast Ruijs de Beerenbrouck onder meer Willem Hubert Nolens, Piet Aalberse en Josef van Schaik.

## Beginselen
De RKSP baseerde zich op Bijbelse normen, volgens de katholieke leer. Op sociaal gebied was voorts de pauselijke encycliek Rerum Novarum uit 1891 van groot belang. Daarin werd staatsingrijpen bepleit om een sociale samenleving te krijgen. Socialisme werd, evenwel, krachtig afgewezen.
Het hanteren van Bijbelse normen kwam onder meer programmatisch tot uiting bij de zedelijkheidswetgeving en het familierecht en verder bij zaken als het bevorderen van de zondagsrust en bij het 'beteugelen' van bioscopen en schouwburgen en het tegengaan van alcoholisme.
Op sociaal-economisch gebied was ordening een belangrijke programmapunt. Overleg tussen, en samenwerking van werkgevers en werknemers moest worden bevorderd. Zowel de arbeids- als de sociale wetgeving diende te worden uitgebreid en verbeterd. Vooral de positie van grote gezinnen verdiende aandacht, bijvoorbeeld bij woningtoewijzing en door invoering van kinderbijslag.
Aan het einde van de jaren 30 kwamen er in de RKSP steeds meer stemmen op voor een actievere rol van de overheid in het economisch leven, bijvoorbeeld door werkverschaffingsprojecten.
Op defensiegebied was de RKSP voor handhaving van vloot en leger op een niveau dat nodig was voor handhaving van de neutraliteit. Het Nederlandse bestuur in Nederlands-Indië moest gehandhaafd blijven, maar de bevolking diende wel voorbereid te worden op grotere zelfstandigheid.

## Historische ontwikkeling
De RKSP kwam voort uit de Algemeene Bond van RK-kiesverenigingen. In 1925 stelde de Algemeene Bond een reorganisatiecommissie in, waarvan het rapport op 13 maart 1926 werd aanvaard. Inhoudelijk waren er tussen beide geen verschillen.
In de jaren 20 had de RKSP te maken met enige concurrentie van de RKVP, een op de katholieke vakbeweging georiënteerde partij. Electoraal gezien was de invloed daarvan echter gering. De RKSP had steeds een kleine 30 procent van de kiezers achter zich en was daarmee de grootste partij van het land.
Ondanks haar omvang bekleedden lange tijd protestanten leidinggevende functies, zoals minister-president (Colijn, De Geer), vicepresident van de Raad van State (Van Lynden van Sandenburg, Beelaerts van Blokland) en voorzitter van de Eerste Kamer (De Vos van Steenwijk).

### Verkiezingsresultaten en kabinetsdeelname
| Verkiezingsjaar | Lijsttrekker         | Aantal stemmen | % van aantal stemmen | Aantal zetels | Coalitie/Oppositie                        |
| --------------- | -------------------- | -------------- | -------------------- | ------------- | ----------------------------------------- |
| 1929            | Willem Hubert Nolens | 1.001.589      | 29,6                 | 30/100        | Coalitie                                  |
| 1933            | Piet Aalberse        | 1.037.364      | 27,9                 | 28/100        | Coalitie (1933-1935)                      |
| 1933            | Piet Aalberse        | 1.037.364      | 27,9                 | 28/100        | Coalitie (1935-1937)                      |
| 1937            | Carel Goseling       | 1.170.431      | 28,8                 | 31/100        | Coalitie (1937-1939)                      |
| 1937            | Carel Goseling       | 1.170.431      | 28,8                 | 31/100        | Oppositie (juli-aug. 1939)                |
| 1937            | Carel Goseling       | 1.170.431      | 28,8                 | 31/100        | Coalitie (1939-1940)                      |
| 1937            | Carel Goseling       | 1.170.431      | 28,8                 | 31/100        | Deelname in ballingschap (1940-1941)      |
| 1937            | Carel Goseling       | 1.170.431      | 28,8                 | 31/100        | Deelname in ballingschap (1941-1945)      |
| 1937            | Carel Goseling       | 1.170.431      | 28,8                 | 31/100        | Deelname in ballingschap (feb.-juni 1945) |
| 1937            | Carel Goseling       | 1.170.431      | 28,8                 | 31/100        | Coalitie (1945-1946)                      |

## Samenwerkingsverbanden, afsplitsingen en fusies
De RKSP vormde samen met ARP en CHU de zogenaamde rechtse coalitie. Samenwerking met andere partijen werd lange tijd afgewezen. In 1925 had de katholieke voorman Nolens verklaard dat de katholieken alleen in uiterste noodzaak met de sociaaldemocraten zouden samenwerken (Nolens-doctrine).
De samenwerking met ARP en CHU werd enkele malen doorbroken en in 1939 kwam er een einde aan, na de val van het vierde kabinet-Colijn. Punten van geschil waren onder meer het gezantschap bij de paus (dat in 1925 mede door toedoen van de CHU was afgeschaft), de opheffing van het processieverbod en de rol van de overheid in het economisch leven.

## Regeringsdeelname
De RKSP was (al sinds 1918) in alle kabinetten vertegenwoordigd. In het eerste kabinet-De Geer was de enige katholiek (Waszink) echter buiten zijn partij om minister geworden.
In 1935 veroorzaakte RKSP-fractievoorzitter Aalberse de val van het tweede kabinet-Colijn, door ernstige kritiek op het financieel-economische beleid. Omdat Aalberse echter er niet in slaagde een kabinet te vormen met SDAP en VDB, keerde het kabinet-Colijn in gereconstrueerde samenstelling terug.
Een conflict tussen de katholieke en de overige ministers leidde in 1939 tot de val van het vierde kabinet-Colijn. Vooral de (jeugdige) katholieke ministers van Sociale Zaken (Romme) en van Economische Zaken (Steenberghe) hadden andere economische opvattingen dan hun ambtgenoten.
Hierna achtte de RKSP de noodzaak gekomen om samen met de SDAP (en met CHU en VDB) een kabinet te vormen.

## Voormannen
De Limburgse priester Nolens, die al sinds 1910 politiek leider van de katholieken was, zou tot zijn dood in 1931 ook de RKSP leiden. Zijn opvolger was de voormalige hoogleraar en minister Aalberse, die net als Nolens een sociaal beleid nastreefde.
Net als Nolens was ook Ruijs de Beerenbrouck een Limburger. Als Tweede Kamervoorzitter en minister-president stond hij in brede kring goed aangeschreven.
Vooraanstaand was verder de Arnhemse advocaat, later Tweede Kamervoorzitter en minister, Van Schaik. In 1923 gold hij als aanvoerder van een groep van tien dissidenten, die tegen de ontwerp-Vlootwet stemden.
De jeugdige opvolger van Aalberse, de Amsterdamse advocaat Gosseling, deed zich gelden als een militante katholieke leider. In 1937 werd hij minister van Justitie. In die functie raakte hij betrokken bij een affaire rond het ontslag van opsporingsambtenaren (de zaak-Oss) en verdween hij van het toneel. In de oorlog zou hij omkomen in een gevangenenkamp.
In 1937 werd oud-minister Deckers fractieleider. Deze Brabantse oud-minister van Landbouw en van Defensie was een minder uitgesproken politiek leider.

## Electoraat
De RKSP was dé partij voor alle katholieken. Haar aanhang was dan ook afkomstig uit alle lagen van de bevolking. Vooral in Limburg, Noord-Brabant, Twente, Zeeuws-Vlaanderen, het zuidelijk deel van Gelderland, en in delen van West-Friesland en Kennemerland was zij dominant. Ook Amsterdam (vooral in de Jordaan) kende een aanzienlijke katholieke minderheid.
Haar positie was zwak in de provincies Groningen, Friesland en Drenthe, en - uiteraard - in overwegend protestantse gebieden van Nederland, zoals de Veluwe, delen van Zeeland en de Zuid-Hollandse Eilanden en in de Kop van Overijssel.

## Periodieken
Eind jaren dertig had de RKSP naast een maandelijks verschijnend ledenblad ook een veertiendaags verschijnend "propagandablad": De Opmarsch. 
De onderkop van het blad is "Aan Beide Trouw". Van 1936 tot en met 1940 was Jul. Terlingen de vaste tekenaar in het blad.